# Mire Bala Kale Hin
Mire Bala Kale Hin je český animovaný televizní seriál natočený ve spolupráci s Finskem a Evropskou unií z roku 2003 poprvé vysílaný v rámci večerníčku v dubnu roku 2004. Další název seriálu jsou Romské pohádky.
Scénář připravily finská autorka Katariina Lillqvist a Margita Reiznerová, kameru svěřili Miloslavu Špálovi. Titulní skladbu složil Karel Holas, na tvorbě hudby se podílelo více autorů, Alec Kopyt, Vadim Kolpakov, Aale Lindberg a Miritza Lundberg, seriál namluvila Věra Galatíková. Bylo natočeno 6 epizod, v délce mezi 8 až 9 minutami.
Seriál vznikl jako koprodukční projekt Česka, Finska a Evropské unie ve studiu Hafan film Praha. Byly vyrobeny česká, finská a anglická jazyková verze.

## Synopse
Seriál vypráví příběhy a pohádky na motivy romských lidových pověstí z celého světa…

## Seznam dílů
1. Příběhy nekonečných cest - prolog
2. Královské zrcadlo
3. Legenda o Černé Sáře
4. Baltazarův pes
5. Balada o kouzelných houslích
6. Dvanáct měsíců - epilog

## Další tvůrci
- Animátor: Alfons Mensdorff-Pouilly
- Výtvarník: Minna Soukka
- Realizace: Jan Balej, M. Mastná, O. Zika, J. Bezděz, J. Koubková, T. Alajoki, H. Uotinen, S. Marková, V. Lebeda, V. Doutlíková, V. Mayer
- Koproducent: Jussi-Pekka Koskiranta, Teija Ryösä